# Radiohjälpen
Radiohjälpen är en stiftelse som drivs av Sveriges Radio AB, Sveriges Television AB och Sveriges Utbildningsradio AB. Uppgiften är att ”samordna bolagens insamlingsverksamhet för humanitära ändamål, att upplysa om hjälpbehov och samla in pengar”. Radiohjälpen har ingen egen hjälpverksamhet utan fördelar insamlade pengar till biståndsorganisationer och föreningar. Utöver att samla in pengar för humanitära ändamål skall Radiohjälpen erbjuda en "nationell arena för engagemang och stöd".
De insamlade medlen fördelas i första hand vid årets fem styrelsemöten men akuta ärenden kan avgöras däremellan. Organisationer, föreningar och insamlingsstiftelser ansöker om medel via särskilda formulär där såväl formella krav på sökanden ställs liksom på ingående beskrivning av ändamålen samt på redovisning av hur de beviljade medlen använts.

## Historik
Den första insamlingen i svensk radio skedde redan 1939. Under appellen ”Uppbåd” drog dåvarande Radiotjänst den 27 november 1939 igång en julinsamling för beredskapsmännen och deras anhöriga. En radioinsamling var då nytt och oprövat men inbringade nära tre miljoner kronor (1939 års penningvärde, motsvarande nästan 90 miljoner i 2014 års penningvärde) efter tre veckor. Sedan dess har Radiohjälpen varit kanalen för Sveriges Radios och sedan även Sveriges Televisions engagemang i humanitära frågor i Sverige och utomlands.
Radiohjälpen erhöll sitt välkända insamlingskonto 90 1950-6 (förmodligen det mest kända 90-kontot) år 1950. 
Radiohjälpen blev en stiftelse år 1966.

## Organisation
Verkställande direktör för Sveriges Television AB, för närvarande Hanna Stjärne, är enligt stiftelsens stadgar[källa behövs] ordförande i Radiohjälpens styrelse, liksom Sveriges Radio AB och Utbildningsradion AB enligt stadgarna har ordinarie ledamöter. SVT och SR utser vardera ytterligare ledamöter. Ett antal företrädare för svenska organisationer inom Radiohjälpens verksamhetsfält utses av Sveriges Television AB:s styrelse. Kansliet består av åtta personer och arbetet leds sedan 2006 av en generalsekreterare.

### Generalsekreterare
Den förste generalsekreteraren
- Finn Norgren (2006–2012), som arbetat som journalist, utrikeskorrespondent och redaktionell chef sedan 1970 men internationellt även för FN, Röda Korset och som ansvarig för flera biståndsprojekt.
- Per Byman (juni 2012–februari 2018), tidigare chef för Sidas humanitära arbete.
- Anna Hedenmo (februari 2018–1 juni 2018, tillförordnad)
- Kristina Henschen (1 juni 2018–)[1]

## Verksamhet

### Tre huvudsakliga områden
Radiohjälpens arbete är idag definierat till tre huvudsakliga områden:[källa behövs]
- traditionella kampanjer vid internationella katastrofer;
- varaktiga internationella humanitära insatser i projektform med starkt barnfokus;
- Kronprinsessan Victorias fond och övriga insatser för personer med funktionsnedsättning inom Sverige

### Återkommande kampanjer
- Världens Barn, där Radiohjälpen med kulmen i oktober varje år tillsammans med 21 svenska humanitära organisationer anordnar tv-galan och riksinsamlingen Tillsammans för Världens Barn.
- Insamlingen i samband med Kronprinsessan Victorias födelsedag på Öland den 14 juli samt
- Musikhjälpen.
- Katastrofappellerna som sänds i Sveriges Television när större katastrofer inträffar.

### Övriga kanaler för insamling
- Melodifestivalen, där sedan flera år tittarna som vill rösta erbjuds två telefonnummer av SVT. Båda registrerar röstning på en viss artist/låt men det ena numret kostar 9.90 per samtal och ger Radiohjälpen 8.50.
- Försäljning[förtydliga] av postogram går en del[förtydliga] av intäkterna till Radiohjälpen. Genom åren har det blivit 110,5 mkr.[källa behövs]
- Varje år brukar ett flertal större och mindre gåvor genom testamenten tillfalla verksamheten, såväl med uttryckliga önskemål om användandet som i form av ett allmänt stöd.[källa behövs][förtydliga]

- Tack vare allmänhetens engagemang beviljade Radiohjälpen i mars 2023 18 miljoner till projekt i Ukraina. [2]

### Uppmärksammade kampanjer
Några uppmärksammade kampanjer genom åren är:

- 1939 Radiotjänsts appell "Det stora uppbådet" och julinsamlingen "Julglädje åt neutralitetsvaktens män och deras anhöriga"[3] med start den 27 november
- 1946 Hjälp till Europas flyktingar
- 1950 Poliokampanj
- 1953 Översvämning i Holland, Radiohjälpens första stora katastrofinsats
- 1956 Invasionen av Ungern
- 1959 Världsflyktingåret
- 1960 Jordbävningen i Agadir i Marocko
- 1966 Översvämningar i Italien
- 1967 Insamling för neurosedynbarn i Sverige och krigsoffer i Vietnam
- 1968 Inbördeskriget och svälten i Biafra
- 1969 Första Röda Fjädern insamlingen som handlade om cancer
- 1972 Den mänskliga katastrofen i det nya landet Bangladesh
- 1973 En kampanj för Vietnamkrigets offer
- 1977 Postverket och Radiohjälpen inleder ett alltjämt pågående samarbete
- 1980 Katastrofhjälp till Algeriet och Östafrika
- 1985 Live Aid, den globala solidariteten mot svält
- 1985 Kampanjen Flykting 86
- 1988 Jordbävningen i Armenien
- 1990 Stöd till barnhemsbarnen i Rumänien
- 1992 Flyktinghjälp i Somalia och stöd till Baltikum
- 1993 Krigets offer i före detta Jugoslavien
- 1994 Flyktinghjälp efter folkmordet i Rwanda
- 1997 En insamling för Världens Barn organiseras, från 2000 är den årligen återkommande
- 1997 Kronprinsessan Victorias fond etableras för stöd till barn och unga med funktionsnedsättning
- 2004 Tsunamin i Sydostasien initierar en länge pågående kampanj
- 2005 Jordbävningen i Kashmir
- 2008 Cyklonen i Myanmar: Världens Barn för 10:e gången; Musikhjälpen startar
- 2009 Krigets offer i Gazaremsan; två temaveckor i SR och SVT för Världens Barn
- 2010 Jordbävning i Haiti; översvämning i Pakistan
- 2011 Svälten i Östafrika
- 2012 Svältkatastrof i Sahelområdet i Afrika
- 2013 Hungerhjälpen till förmån för nutritionsprojekt i Afrika söder om Sahara i samarbete med artisten och DJ:n Avicii.
- 2014 Översvämningar på Balkanhalvön samt den humanitära situationen i Gazaremsan.
- 2015 Jordbävning i Nepal samt Människor på flykt.